# Barros Barreto
Francisco do Rego Barros Barreto (Jaboatão, 23 de dezembro de 1828 — 1 de fevereiro de 1918) foi um engenheiro e político brasileiro.
Foi deputado provincial, deputado geral, conselheiro, senador (1871/1889) e ministro dos Transportes (ver Gabinete Rio Branco) do Império do Brasil.
Redigiu, em 13 de novembro de 1872, como subordinado do então Imperador do Brasil, leis e decretos que regulamentavam a escravatura. 